# 토마스 사라오난디아
토마스 사라오난디아 몬토야(스페인어: Tomás Zarraonandia Montoya; 1910년 12월 28일, 바스크 주 뭉기아 ~ 2000년 2월 13일, 바스크 주 라스 아레나스)는 성씨인 사라오난디아(스페인어: Zarraonandia)로 알려진 스페인의 전직 축구 골키퍼이다. 그는 아틀레틱 빌바오의 전설적인 공격수 텔모 사라오난디아의 형이기도 하다.

## 경력
그는 아틀레틱의 전설적인 공격수 텔모 사라의 형으로, 텔모 사라를 축구계로 입문하는 데에 영향을 주었다. 토마스 사라오난디아가 처음 프로 무대에서 활약한 구단은 아레나스 게초였고, 당시 프리메라 디비시온에 속했던 구단 소속으로 1930-31 시즌에는 트로페오 리카르도 사모라의 주인공이 되기도 하였다. 이후 그는 세군다 디비시온의 구단에서 현역 생활을 이어갔는데, 1936년에 스페인 내전으로 잠정적 은퇴를 하기 전까지 오비에도와 CA 오사수나에서 활동했다. 본래 종전 후인 1939년에 현역에 복귀할 계획은 없었으나, 그의 동생 1939년에 에란디오에 입단하면서, 텔모를 돕기 위해 그도 같이 한배에 탔다.
1939-40 시즌 말, 그는 아틀레틱 빌바오와의 경기에서 기예르모 고로스티사와 충돌했는데, 고로스티사가 실수로 사라오난디아의 오른손 약지를 밟았다. 그에 따라, 베테랑 수문장은 몇 경기를 더 출전해지 못했지만, 완치되지 못했고, 결국 축구화를 벗었다.

## 수상
- 트로페오 리카르도 사모라: 1930–31